# 水素化脱硫
水素化脱硫（すいそかだつりゅう、英語：hydrodesulfurization）とは、天然ガス、ガソリン、ジェット燃料、灯油、ディーゼル燃料および燃料油などの石油製品から、硫黄化合物を除去することを目的に利用される触媒化学プロセスである。 水素脱硫、水素化精製とも呼ばれる。
高温・高圧下で、石油留分をモリブデンとコバルトやニッケルの硫化物を使った触媒に、水素と一緒に通すことにより、硫黄、窒素、酸素、金属などの不純物を含む化合物などを分解するものである。触媒はアルミナを担体とする。これによって窒素はアンモニア、硫黄は硫化水素として除去され、石油は純粋な炭化水素化合物として純度を増すことになる。製品の悪臭、色、貯蔵時の安定性、その他の性状が改善され、性状の優れた品位の軽質油を増産することができる。それと同時に大気汚染などを大きく改善することができる。